# Milagro (kommunhuvudort i Argentina)
Milagro är en kommunhuvudort i Argentina.   Den ligger i provinsen La Rioja, i den centrala delen av landet, 800 km nordväst om huvudstaden Buenos Aires. Milagro ligger 377 meter över havet och antalet invånare är 3 494.
Terrängen runt Milagro är platt, och sluttar brant österut. Runt Milagro är det mycket glesbefolkat, med 2 invånare per kvadratkilometer..
Omgivningarna runt Milagro är i huvudsak ett öppet busklandskap.